# Рязановка (Старошайговський район)
Ряза́новка (рос. Рязановка, ерз. Рязановка) — село у складі Старошайговського району Мордовії, Росія. Входить до складу Старотерізморзького сільського поселення.
Населення — 193 особи (2010; 205 у 2002).
Національний склад (станом на 2002 рік):
- росіяни — 61 %
- мокшани — 34 %